# Calotomus carolinus
Calotomus carolinus är en fiskart som först beskrevs av Valenciennes, 1840.  Calotomus carolinus ingår i släktet Calotomus och familjen Scaridae. IUCN kategoriserar arten globalt som livskraftig. Inga underarter finns listade.